# Phyllis Birkby
Noel Phyllis Birkby (6 de diciembre de 1932-13 de abril de 1994) fue una arquitecta, feminista, cineasta, profesora estadounidense, fundadora de la Escuela de Planificación y Arquitectura de Mujeres estadounidense.

## Carrera profesional
Birkby se matriculó en la escuela de posgrado en la Escuela de Arquitectura de Yale y estudió bajo los decanatos de Paul Rudolph (presidente de 1958 a 1965) y Charles W. Moore (presidente de 1965 a 1970), dos renombrados educadores y arquitectos líderes del movimiento de posmodernismo. En Yale, fue una de las seis mujeres inscritas en el departamento de arquitectura, entre un cuerpo estudiantil de aproximadamente 200 hombres. Ella mencionaría posteriormente que la brecha de género la obligó a "superar el papel femenino" para demostrar que era "tan buena o mejor que los hombres". Completó la Maestría en Arquitectura en la Universidad de Yale en 1966.
El 16 de septiembre de 1968, obtuvo la licencia de arquitectura en Nueva York. De 1966 a 1972, trabajó para la firma de Davis Brody and Associates (más tarde rebautizada como Davis Brody Bond), contribuyendo a proyectos notables, como un nuevo vecindario residencial de gran altura en el río Hudson en Manhattan llamado Waterside Plaza, un complejo de bibliotecas en el campus de Brooklyn de la Universidad de Long Island; proyectos de renovación urbana en el sur del Bronx; Amethyst House, una residencia de mujeres encargada en Staten Island y una instalación recreativa en Hampshire College.
A fines de la década de 1960, conoció el feminismo, que ella había pensado que se trataba "principalmente de amas de casa en los suburbios". Sin embargo, eventualmente ella y Sidney Abbott, Kate Millett, Alma Routsong y Artemis March estuvieron entre las miembros de CR One, el primer grupo de conciencia feminista lesbiana.
A partir de 1971, participó activamente en organizaciones profesionales para mujeres en arquitectura y planificación urbana. También comenzó a documentar el movimiento de mujeres en películas, fotografías, historia oral y coleccionó carteles, manifiestos, recortes y recuerdos. Después de renunciar a Davis Brody Associates y declararse homosexual, abrió su propio estudio privado y enseñó diseño de arquitectura. En 1973, comenzó a explorar la teoría feminista en el contexto de la arquitectura contemporánea y las prácticas docentes.
Estos talleres se crearon con la intención de contrastar el término acuñado por ella, "patritectura" o la arquitectura del patriarcado. Birkby escribió a menudo sobre cómo incluso la arquitectura de las estructuras tiene que ver con el poder y  dominación sobre los grupos marginados, especialmente las mujeres. En un artículo de 1981 para MS Magazine, escribió: "Me preocupa que, por mucha retórica que se exponga sobre la igualdad de derechos y la plena humanidad de las mujeres, si el mundo físico que construimos no refleja esto, hablamos con frases vacías."